# 青銅器

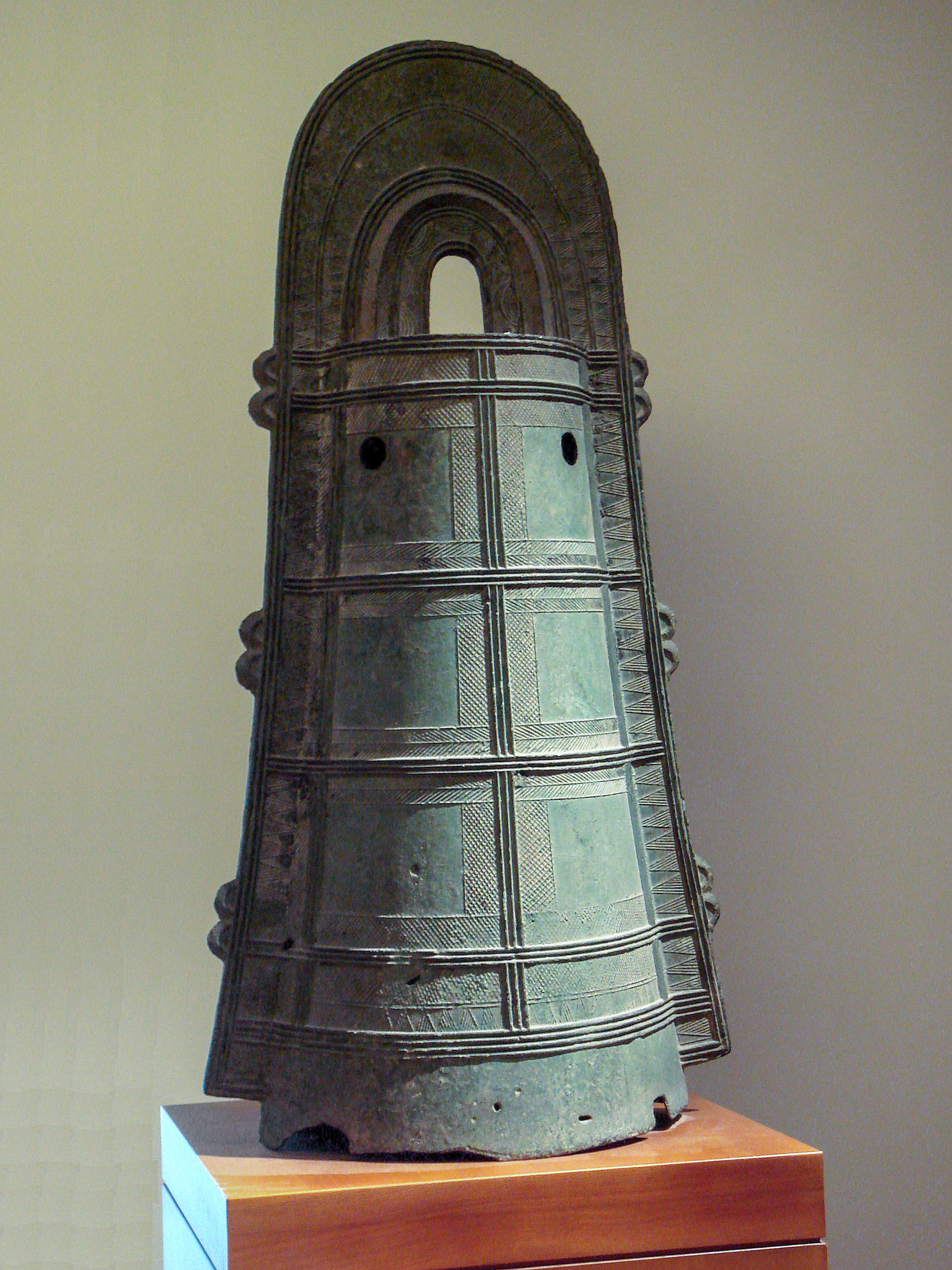
銅鐸（日本の青銅器）

青銅器（せいどうき）は、青銅で作成した工芸品である。ただし、銅銭などの貨幣は青銅製であっても含まない。主に古代に作られ、青銅器が出現してから鉄器が出現する直前までを青銅器時代と呼ぶ。
古代中国では、夏・殷・周・漢で作成された。

## 世界における青銅器の歴史

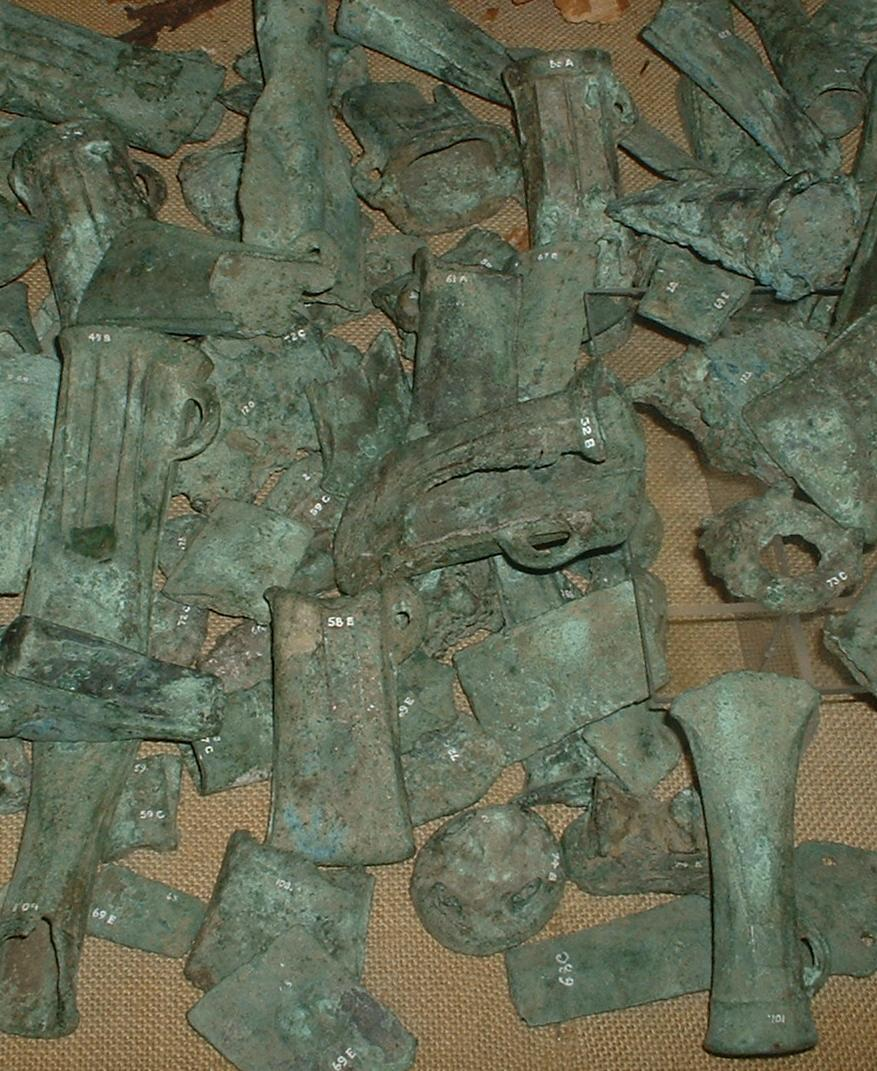
廃棄された青銅製品（Somerset County Museum）

デンマークのクリスチャン・トムセンによって提唱された先史時代の道具による年代区分が、石器時代・青銅器時代・鉄器時代の三時代区分法である。この時代区分は、先史ヨーロッパを中心に案出されたが、オリエント、インド、中国においてもあてはまる。
うち、メソポタミア・エジプトでは紀元前3500年ごろから青銅器の開始がはじまる。なおオリエントにおいては、ヒッタイトの登場とともに本格的な鉄器の使用がはじまる紀元前1500年前後までが青銅器時代である。
ヨーロッパでは紀元前3千年紀ごろのビーカー文化や紀元前1800年〜紀元前1600年ごろから始まったウネティチェ文化の時代が青銅器の使用された時期である。

## 中国における青銅器の歴史
中国で、青銅器がいつのころから使用され始めたのかは明確な回答は出ていない。現在では、紀元前2000年ごろの二里頭文化時代には既に青銅器が制作されていたことが発掘調査などで判明している。また、甘粛省の馬家窯文化遺跡で発掘された青銅製の刀器は、放射性炭素年代測定によると5000年以上前に作られたものであると判明している。このため、最も早いと確認されている出土品を基準にするならば、少なくとも紀元前3000年頃には既に青銅器時代に入っていた地域が中国に存在していたこということになる。
ここでは中国の青銅器を五期に分類するが、三期分類・四期分類なども存在する。

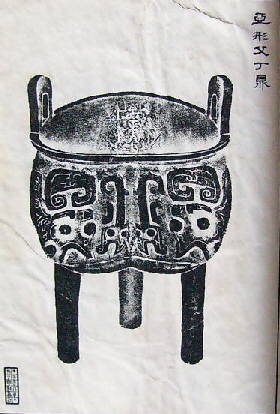
第二期、亜形父丁鼎（拓本）

第一期：二里頭文化から商（殷）初期まで
種類も少なく、大きさも小さい。初期には銅と青銅が混在する。主に実用に供するものが多いことが特徴で、小型の墳墓からも出土する。このことから、大きな権力を保持しない者でも日常使用していたものと思われる。
第二期：殷（商）中期から西周前期まで
殷（商）の青銅器は獣面紋（饕餮（トウテツ）文）と呼ばれる模様と雷紋と呼ばれる模様が主に鋳造されている。殷（商）後期から西周前期には、模様が器の全面を覆い、しかも立体的な高浮き彫り状になっている器物が多い。全体が動物型になった器さえある。器物の種類も増えるが、最大で1.2メートル、800キログラムと持ち上げられないくらい大きな例がみられる（司母戌方鼎）。模様や形は、殷（商）末期と西周初期でほぼ共通しているが、西周期は鳳凰紋が多くなる。殷（商）期のものには文字が1から20字程度鋳込まれているが、固有名詞や紋章の羅列のようなものが多い。西周に入ると、200字以上の堂々たる文章を入れる例がでてくる。青銅器に鋳込まれる（彫り込まれた）文字と文章を金文と呼ぶ。
第三期：西周中期から春秋時代前期
酒器が少なくなり、食物を盛る器が多くなる。紋様は、幾何学的模様が多くなり、立体的で奇矯な模様もなくなる。獣面紋（トウテツ紋）は中心ではなく周辺部に使用されるようになる。銘文は長文が多く、497字（毛公鼎）という例さえある。銘文の文字の形も、前期ほど謹厳ではなくかなり自由である。
第四期：春秋時代後期から戦国時代
戦国時代に入ると、多数個セットで製造された鼎がしばしば発見される。龍紋を繰り返し表面にスタンプする技法が多い。立体的な動物彫像を取っ手や部品に使う豪華な器物も多数出現する。一部では、金銀ガラス象嵌を使用した華美なものや、複雑精緻な透かし彫りを行った青銅器も出現する。また、音楽演奏用の鐘の大きなセットがしばしば制作された。武器や馬車用の部品の青銅器にも金銀で豪華な装飾を施したものがでてくる。
第五期：秦から唐まで
漢代でも引き続き製作されているが、鉄器の普及とともに、徐々に質・量ともに下火になっていく。唐代に入ると鏡などの一部の青銅器が残るものの、文化の中から青銅器の占める割合は激減する。

## 日本における青銅器の歴史

### 縄文時代
三崎山遺跡（山形県飽海郡遊佐町）では大陸との交易によって入手したとみられる約3000年前の青銅刀子が出土している。日本国内での出土例としては最も古い部類に入る。製造技術などの移入は見られず、縄文後・晩期に現れる石刀は大陸からもたらされた青銅製刀子を模倣したものとする説もある。

### 弥生時代

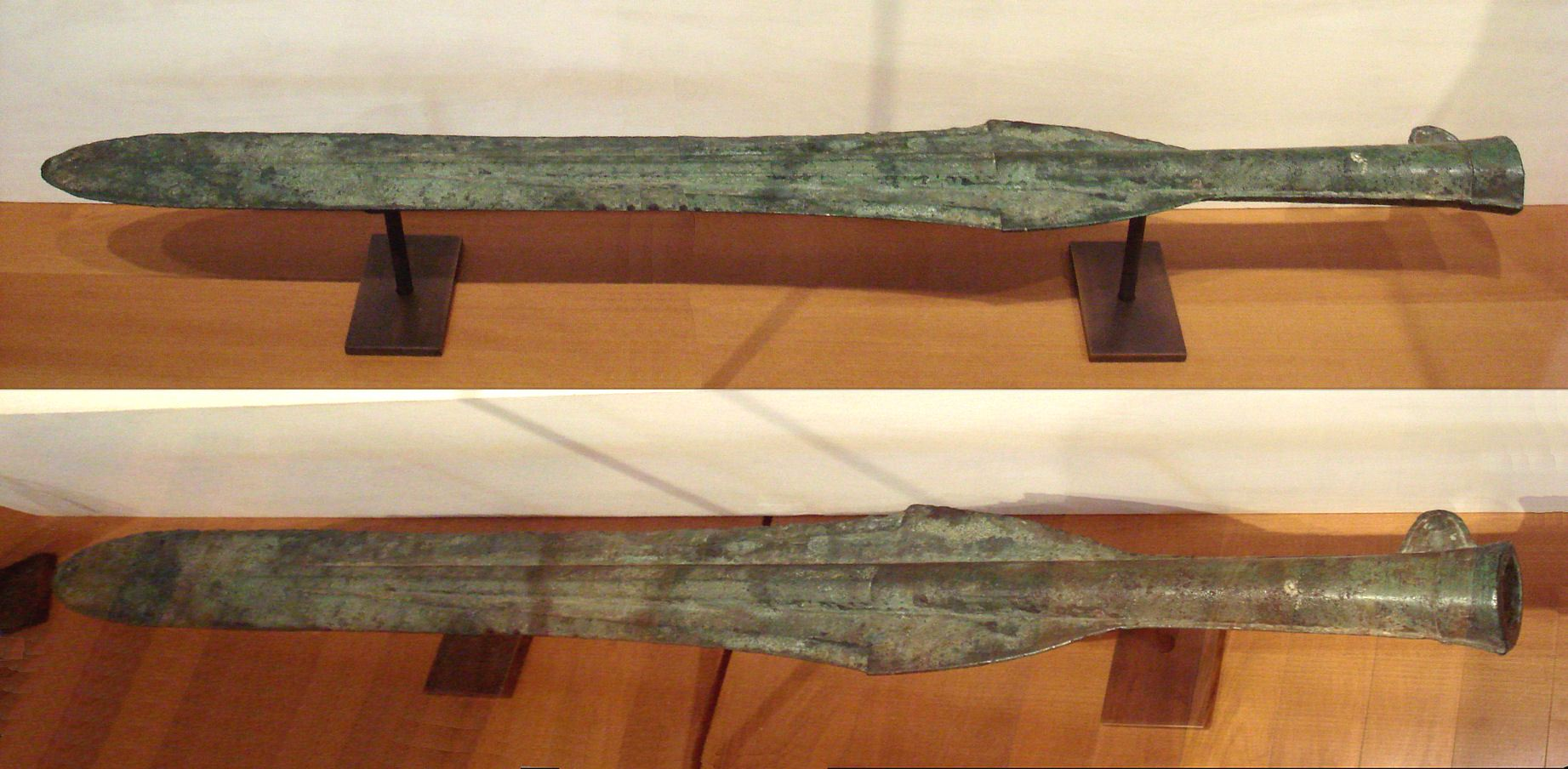
弥生時代の銅矛（九州出土、1–2世紀）

福岡県の今川遺跡では遼寧式銅剣の鋒と茎を銅鏃と銅鑿に再加工したものが出土しており、紀元前8世紀頃のものとみられる。また三沢北中尾遺跡からは紀元前7世紀頃に遡ると思われる銅斧が発掘された。しかし本格的に青銅器が日本（倭）にもたらされたのはおよそ紀元前2世紀であり、生産もその後すぐおこなわれた可能性が高い。主な青銅器は、鏡・矛・剣・戈（か）の武器類と銅鐸、鉇（やりがんな）等である。武器類は、初めごろは実戦に使えるものであったが、日本ではほぼ同時期に鉄器や製鉄技術も伝来しており、武器や実用道具は性能に優れた鉄器にとって代えられた。
青銅器は実用品としてはあまり使わないようになり、武器の形をした祭器、または威信材に変わっていった。朝鮮半島に出土例がないタイプが発見されており、日本海ルートで伝わった可能性がある。銅鐸も段々と大形になっていった。このような武器型祭器や銅鐸が何に使われたか、どういう性格のものかは明らかでないが、稲作の豊穣を祈る祭りに用いられるものだという見方が有力である。弥生時代後期になると北部九州では銅矛、瀬戸内海沿岸では銅剣、近畿では銅鐸が祭祀の時の重要な祭器として使われた。

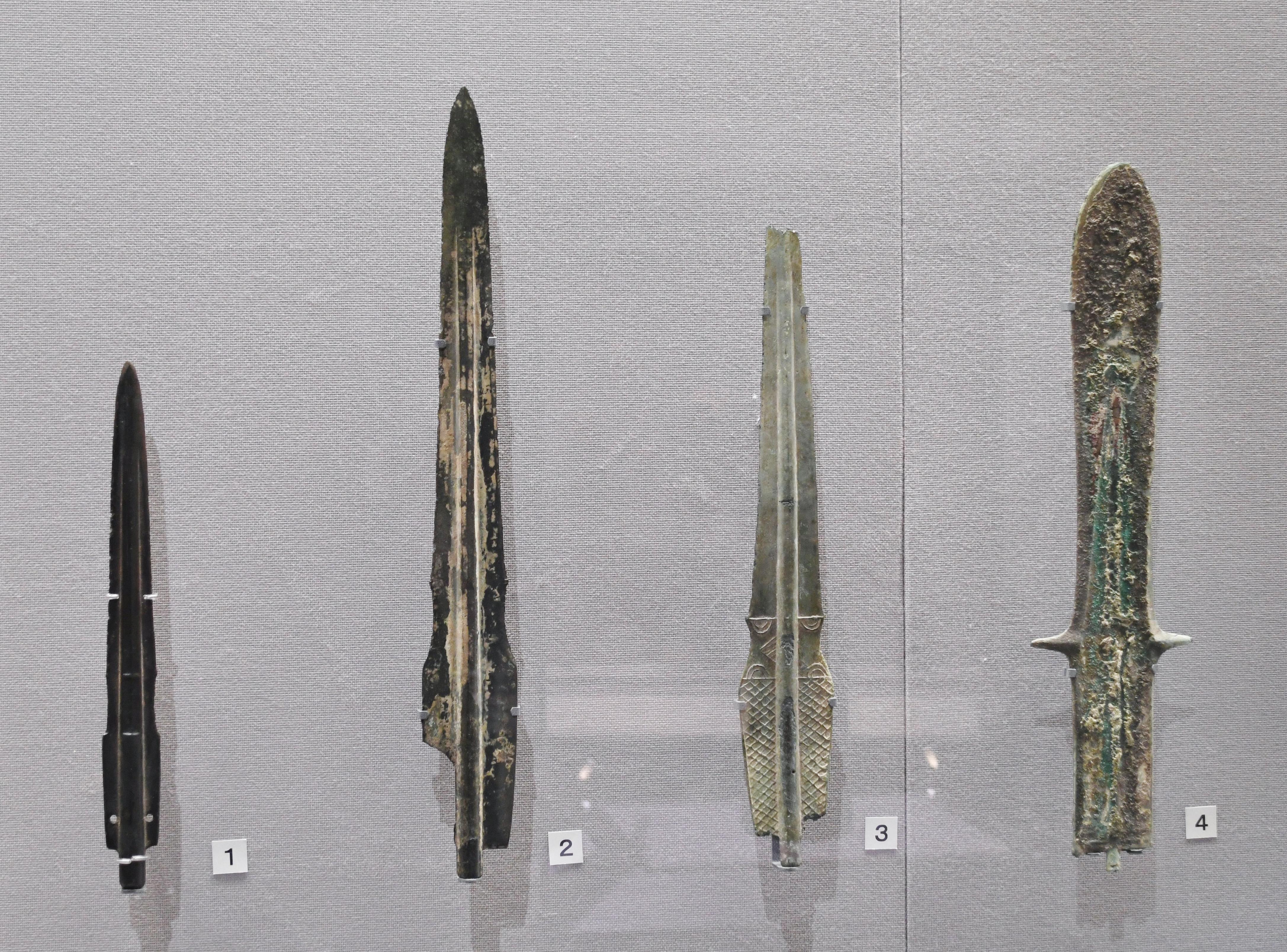
銅剣 東京国立博物館展示。
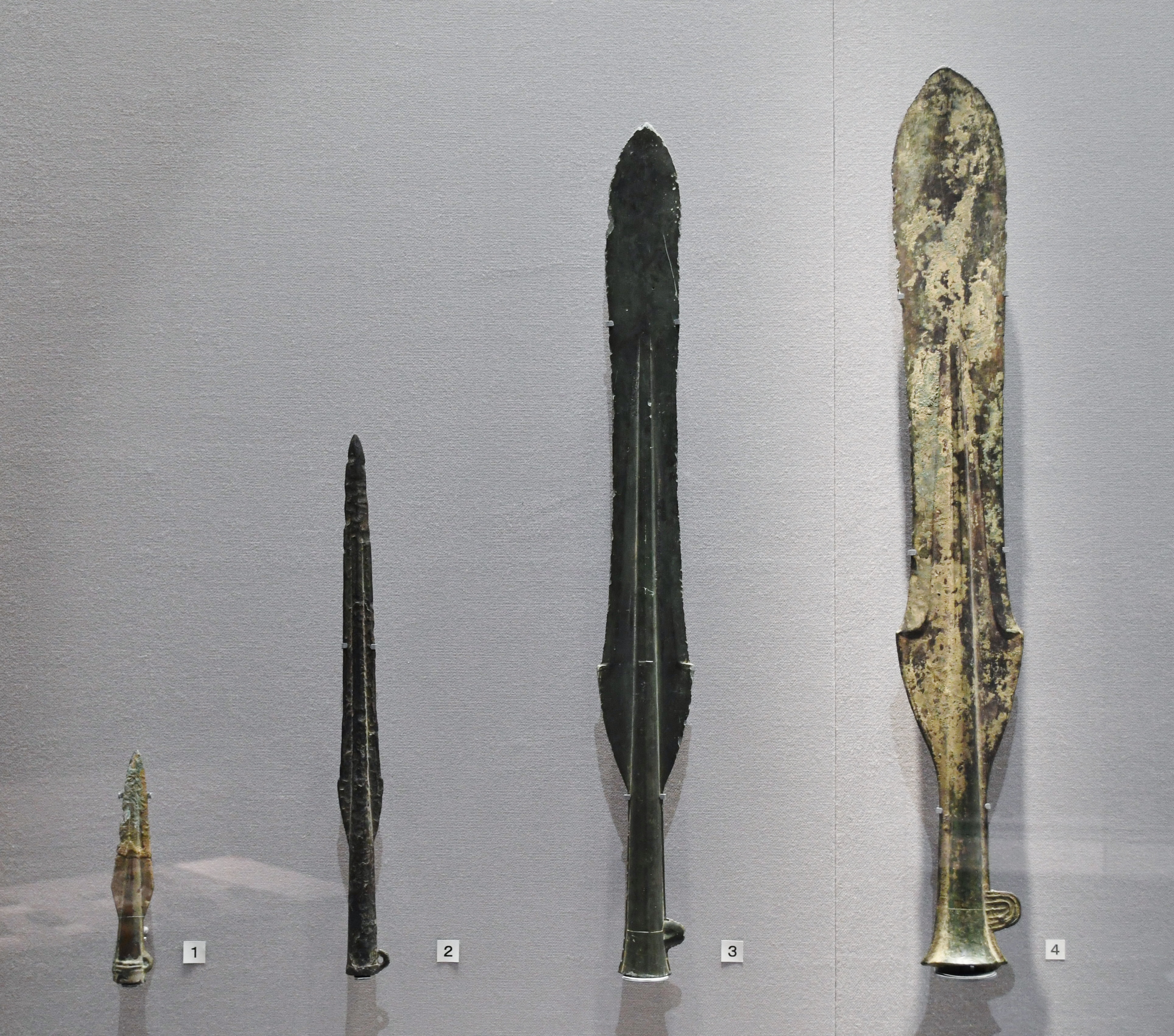
銅矛 東京国立博物館展示。
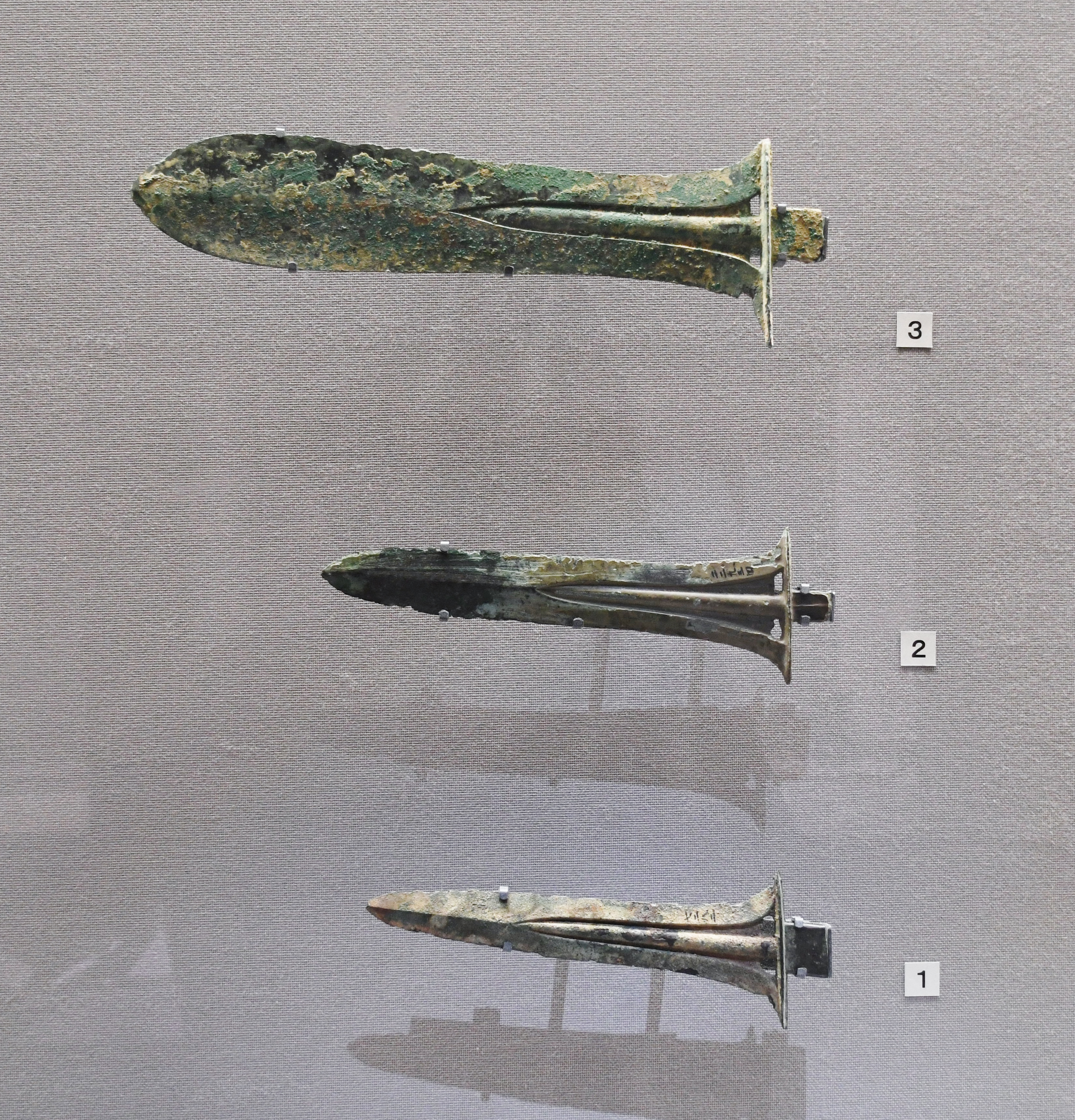
銅戈 東京国立博物館展示。
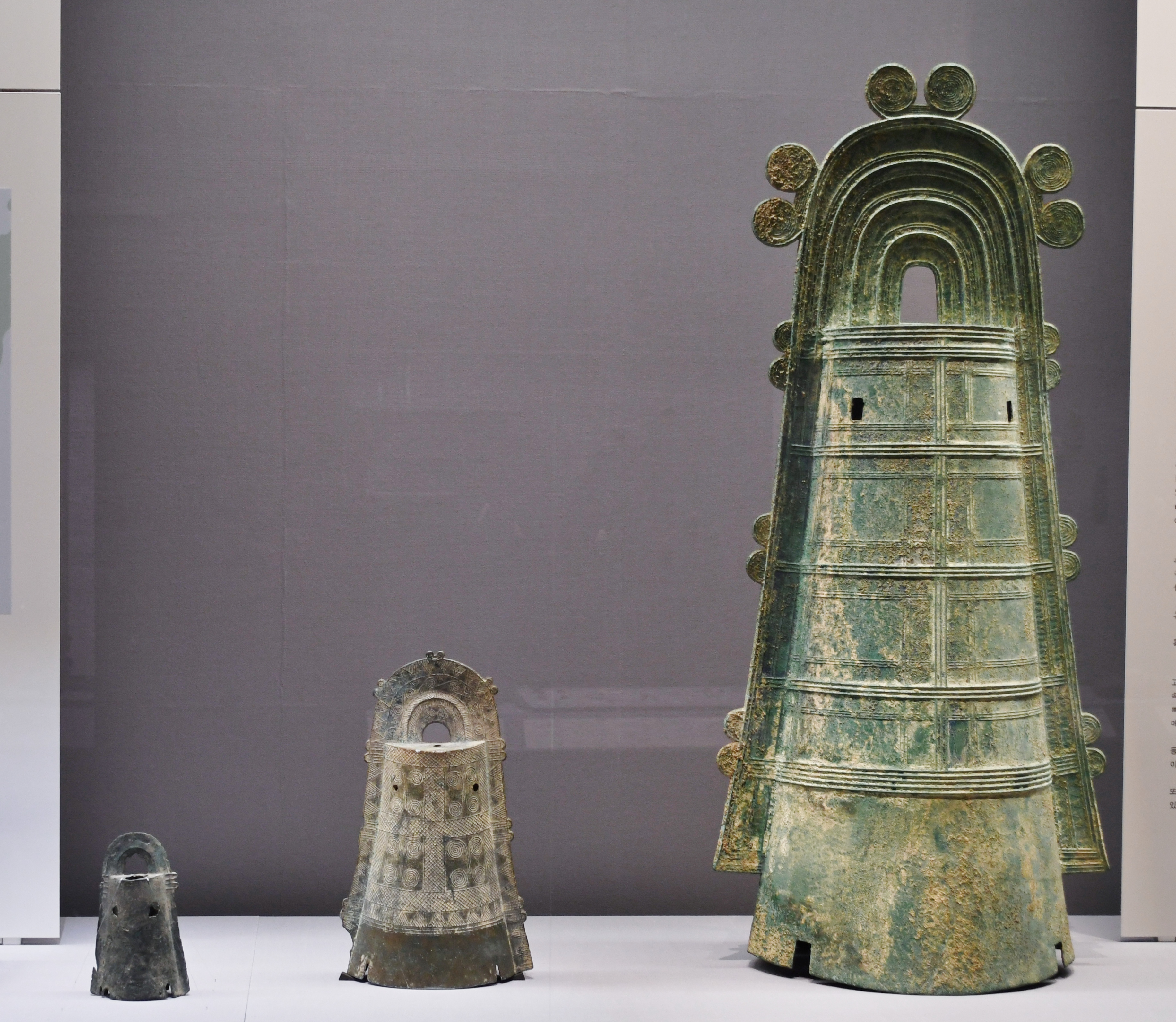
銅鐸 東京国立博物館展示。

### 古墳時代
もっぱら威信財として使用されるようになった古墳時代の日本では、銅鏡とくに青銅鏡が多数つくられるようになった。なかでも三角縁神獣鏡は古墳時代前期の墳墓の副葬品として重要な遺物である。

## 青銅器の種類

### 韓国
銅に錫またはその他の非鉄金属を合金し製作された製品を鍮器と呼ぶ。鍮器にはバンチャ鍮器、鋳造鍮器、バン（半）バンチャ鍮器の3種類ある。バンチャ（方字）は、鍛造されたものということである。
バンチャ製品は、銅と錫の比率が78:22であり、殺菌作用があり、王室の食器として、朝鮮の宮廷料理（水刺床、スラサン）に伝統的に使われた。バンチャ製造者は、1983年に韓国の国家無形文化財に指定された。

### 中国
青銅器には大きく分けて容器として用いるもの、楽器として用いるもの、武器として用いるものの3種類が存在する。以下はその大まかな分類である。

#### 容器

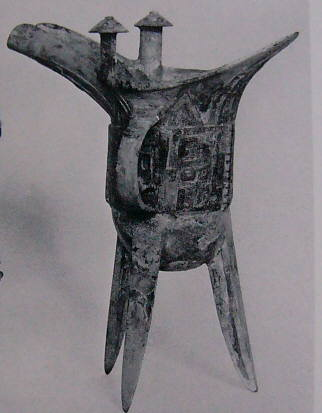
爵（中国青銅器編年;第二期）高20cm

- 鼎（テイ・かなえ）:大型の器で、3本乃至4本の足で支えられた蓋のない器。果実や肉などを盛り付けるものと考えられる。鼎立とは、複数(多くの場合三つ)の勢力が同一地域に存在する状況を形容する言葉。三国鼎立など。『鼎の軽重を問う』などの故事に見られるように、国家の威信を示す存在でもある。
- 卣（ユウ）:縦に細長く、もち手と蓋がついた器。液体を運ぶものと考えられる。
- 爵（シャク）:3本の足で支え、上部に注ぎ口と紐を括りつける突起がある器。酒を注ぐ、または温めることに用いられた物と考えられる。
- 豆（トウ）:広い面積を持つ薄い板(丸いものが多い)から垂直に一本の足を伸ばし、その上に蓋のついた器を設置したもの。食物を運び、或いはささげる際に用いたと考えられる。本来漢字の豆はこの器をかたどった象形文字であり、その中に入れる穀物の意味に用いるのは仮借による。

このほか、尊（ソン）・盂（ウ）・敦（タイ）など多くの種類が存在する。

#### 楽器
- 編鐘:大小多数の鐘を支持枠につるして、数オクターブの演奏ができるようにしたもの。
- 銅鉦（鐃）:ガラガラのように開いたほうを上に向けて使用した。1メートル近い大きなものもある。

#### 武器

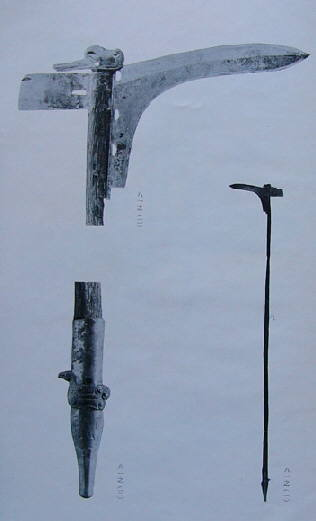
青銅戈144cm 中国戦国時代

技術的問題から、鉄の武器に信頼性がなかったため、中国では秦の時代まで武器は青銅製が主流であった。
- 銅矛
- 銅戟
- 銅剣
- 銅戈

## 青銅器の産地同定

### 鉛同位体比の測定による銅産出地説
東京国立文化財研究所の馬淵久夫（保存科学部長）により2,500点もの銅器の鉛同位体比が測定され、弥生期の鉛（銅の産地と一致すると仮定した上で）の素材供給地の変遷が調べられた。その結果、弥生初期では朝鮮半島から供給され、やがて中国・華北地方へと移行したと結論。その境界は前108年（紀元前1世紀）、漢の武帝による楽浪郡の設置に当たった時期としている。華中・華南の原料が使用されるようになったのは古墳時代からであり、この時代となると、華北原料は全く認められなくなる。この見解に従うなら、弥生中期から後期にかけての日本の銅器原料は中国華北地域ということになる。
2007年に韓国立慶尚大学招聘教授の新井宏が発表した研究結果では、弥生前期末から中期初めのものとされる青銅器は、中国最古の王朝とされる商（殷、紀元前17〜11世紀）や西周（紀元前12〜8世紀）の時代に多く見られる青銅器と鉛同位体比が一致することが判明し、極めて特殊な鉛の種類が含まれていたという。
この鉛同位体による青銅器の産地比定説に関しては、批判論文もあり、イギリスの論文では、鉛に熱を加える際（金属加工で溶かした場合）、同位体が変わってしまうという主張がなされている（『歴史読本 1996年4月号』 新人物往来社 p.31）。

## コレクション
古代中国の青銅器コレクションとしては、日本では、白鶴美術館、根津美術館、泉屋博古館、奈良国立博物館、中華人民共和国では、上海博物館、中国歴史博物館、台湾では、国立故宮博物院、中央研究院歴史語原研究所、アメリカでは、Freer Gallery (USA) が著名である。
2017年3月15日、藤田美術館はクリスティーズの競売に収蔵品である青銅器、「青銅儀首饕餮文方尊」などを出品。青銅器としては、過去最高額の約3,720万ドルで落札されている。